# Isartalverein
Der Isartalverein e.V. mit Sitz in München ist ein „Verein zur Erhaltung der landschaftlichen Schönheiten des Isartales“. Er gilt als eine der ersten Bürgerinitiativen zum Schutz der Umwelt in Deutschland. Der Verein hat seinen Sitz in der Arnulfstraße 60 in München.

## Geschichte

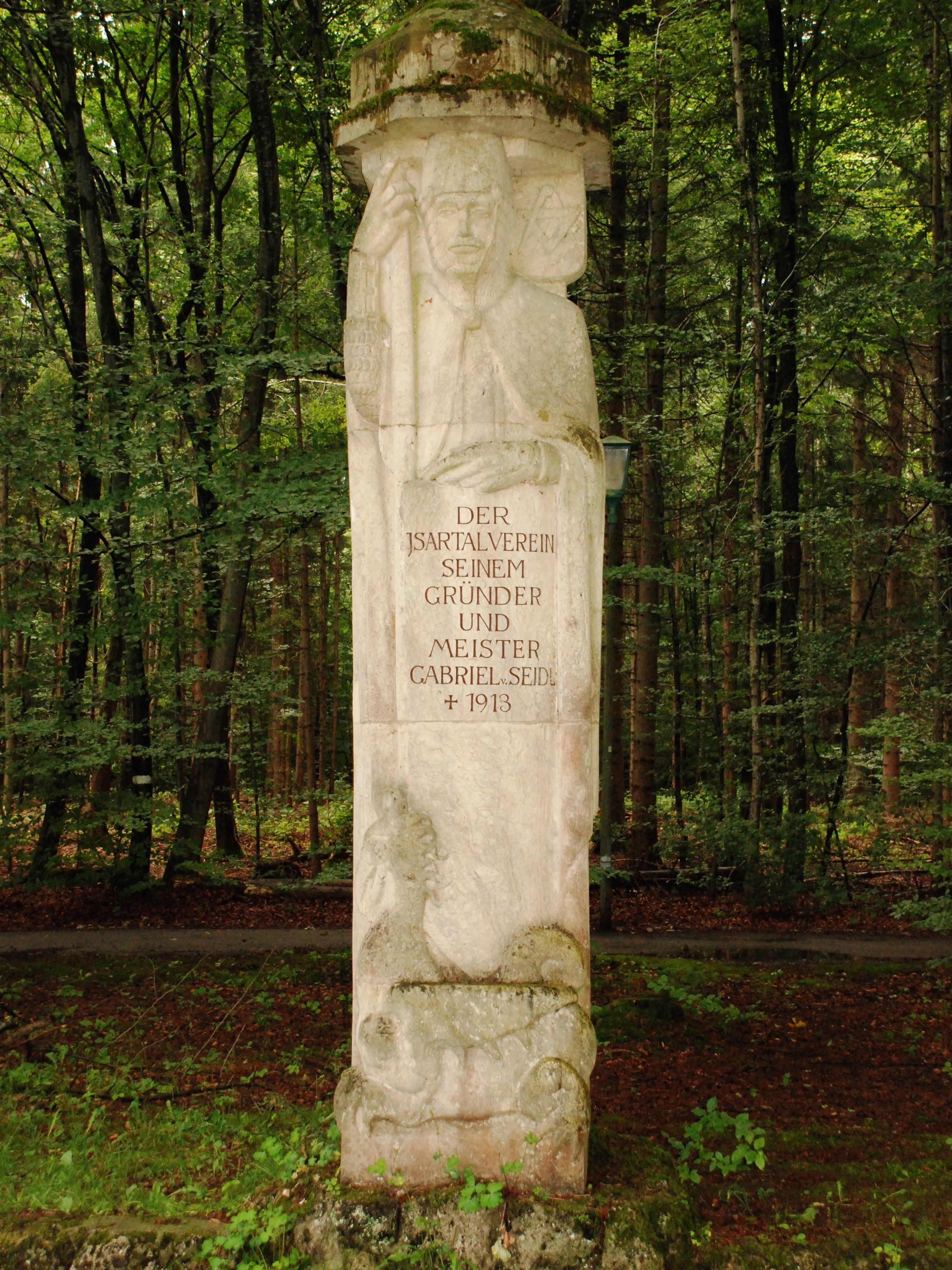
Denkmal des Isartalvereins für seinen Gründer Gabriel von Seidl

Der Verein wurde im Jahr 1902 auf Initiative Gabriel von Seidls im Künstlerhaus am Lenbachplatz gegründet. Er hatte das Ziel, die Zerstörung des Isartals zu verhindern. Der Verein begann mit dem Kauf von Grundstücken in Grünwald und konnte so eine weitere Bebauung des südlich von München gelegenen Teils des Isartals weitgehend verhindern.

## Aufgaben
Heute hat der Verein folgende Aufgaben:
- Ankauf von naturnahen Grundstücken
- Kritische Begleitung der Baugesetzgebung
- Stellungnahmen zur Bauleitplanung der Kommunen
- Kritische Begleitung bei Eingriffen jeglicher Art in das Ökosystem der Isar
- Unterhaltung, Ausweisung und Beschilderung von Fuß- und Radwegen entlang der Isar
- Forderungen zur Ergänzung des Radwegenetzes

Der Verein besitzt Grundstücke in der Größe von insgesamt etwa 100 ha, darunter zum Beispiel den Riemerschmidpark bei Icking. Das Netz der vom Verein betreuten Geh- und Radwege ist etwa 300 km lang. Der Verein betreut das Gebiet an der Isar von der österreichischen Landesgrenze bis einschließlich der Landeshauptstadt München.